# Pontal do Paraná (kommunhuvudort)
Pontal do Paraná är en kommunhuvudort i Brasilien.   Den ligger i kommunen Pontal do Paraná och delstaten Paraná, i den södra delen av landet, 1 100 km söder om huvudstaden Brasília. Pontal do Paraná ligger 7 meter över havet och antalet invånare är 14 969.
Terrängen runt Pontal do Paraná är huvudsakligen platt, men västerut är den kuperad. Terrängen runt Pontal do Paraná sluttar österut.Trakten är tätbefolkad. Närmaste större samhälle är Paranaguá, 17,5 km norr om Pontal do Paraná. 